# Aphidius autriquei
Aphidius autriquei är en stekelart som beskrevs av Jaroslav Stary 1985. Aphidius autriquei ingår i släktet Aphidius och familjen bracksteklar. Inga underarter finns listade i Catalogue of Life.